# Chiquinha Rodrigues
Francisca Pereira Rodrigues (Tatuí, 4 de maio de 1896 – 9 de outubro de 1966), mais conhecida como Chiquinha Rodrigues, foi uma escritora, professora e política brasileira.
Destacou-se no segmento de literatura infantil com a publicação de nove livros. Produziu também obras relacionadas a história, geografia, agricultura e economia. Chegou a ser prefeita de Tatuí e deputada estadual em São Paulo em dois mandatos.

## Biografia e carreira política
Chiquinha Rodrigues nasceu em 4 de maio de 1896, em Tatuí, São Paulo, filha do professor Adauto Pereira e de Maria de Barros Pereira. Em sua carreira acadêmica, criou a Bandeira Paulista de Alfabetização e fundou a Sociedade Luiz Pereira Barreto, além de tornar-se professora emérita. Na carreira política, 
Em 1945, foi eleita prefeita de Tatuí, a primeira mulher a ocupar esse cargo.  Como prefeita, criou o grupo escolar Jardim da Infância, construiu um refeitório na Escola Normal, ampliou o cemitério e criou novos locais pela cidade. Deixou em fase de acabamento o matadouro, o mercado municipal e a estação rodoviária.
Nas eleições suplementares de 1936, foi eleita deputada estadual para a Assembleia Legislativa do Estado de São Paulo, cargo que exerceu até a decretação do Estado Novo, em novembro de 1937, ocasião em que os Legislativos foram fechados no Brasil.

## Carreira Literária
Foi Conferencista, historiadora e ensaísta, em sua carreira na literatura escreveu diversos livros; recebeu condecorações e o título de Educadora Emérita pela Assembleia Legislativa do Estado de São Paulo. Publicou os livros: 
- Em marcha para a civilização rural, S.Paulo, Imprensa Oficial, 1935;
- Bandeira Paulista de Alfabetização, S.Paulo, Imprensa Oficial , 1935;
- Tendências urbanistas da Nossa Civilização, S.Paulo, Imprensa Oficial, 1936;
- Primeiro Congresso Brasileiro de Ensino Rural, 1937;
- Pelo Caboclo do Brasil, S.Paulo. Em.Graf. "Revista dos Tribunais", 1937;
- O Braço Estrangeiro, S.Paulo, Imprensa Oficial, 19038;
- Antevisão de jesuíta, S.paulo. Editora Edanee, 1939;
- Confidências de Suzana, romance, S.Paulo Editora Edanee, 1939;
- Grandes Brasileiros, biografias , S.Paulo.,Tip.Galena, 1939, 16p.;
- Primeiro Livro da Bandeira , Edt. Maria Auxilium, 1940;
- 2º Livro da Bandeira -Vamos conhecer as Riquezas do Brasil, S.Paulo, Ed. "A Capital";
- "Trajetória Luminosa, interpretação da Bíblia para crianças, 36o.ils.;
- Menina de Ouro, literatura infantil, 1947;
- Seu Pafúncio corre mundo, 1937. 36p., ils;
- Dança das flores, 1947, ils;
- História e Brincadeira, 1947;
- Primavera em meu quarto, 1947;
- Álbum de Aquarelas "A", 1947;
- Álbum de Aquarelas "B", 1947;
- Carnaval de Flores "A", 1947;
- Carnaval de Flores "B", 1947;
- Horas Alegres, 1947. [2]

Em março de 1933, Chiquinha Rodrigues fundou a Bandeira Paulista de Alfabetização cujo papel teve impacto no sistema de ensino do Estado de São Paulo. Como presidente dessa entidade, fundou a 3.859 escolas primárias, 15 escolas profissionais, 39 clubes agrícolas e 185 horas escolares. Além disso, distribuiu 25.895 livros didáticos, 1.649 folhetos educativos sobre agricultura e higiene, e 389 objetos de utilidade escolar. 
Por ocasião da comemoração do IV Centenário da Cidade de São Paulo, em 1954, realizou o Congresso Interamericano de Educação de Base, promovido pela Bandeira Paulista de Alfabetização e pela Sociedade Luís Pereira Barreto, durante o qual apresentou tese com 1 título São Paulo dentro do Brasil: " O presente  volume é a expressão sincera de um agradecimento comovido do paulista de hoje aos brasileiros de sempre e aos estrangeiros aqui chegados, dede 1884  até agora, pelo trabalho intenso, que ao nosso lado, aqui desenvolveram com pertinácia e acerto, em prol de São Paulo maior, como parte integrante de um Brasil mais feliz". a convite de Ernesto de Sousa Campos, então presidente do Instituto contribuir com o artigo Ensino Primário em São Paulo, publicado no livro São Paulo em quatro séculos, obra comemorativa organizada pelo Instituto Histórico e Geográfico  de são Paulo, editada sob os auspícios  da Comissão do IV Centenário da Cidade de São Paulo. 

## Falecimento
Faleceu em 9 de outubro de 1966 aos 70 anos de idade.

## Legado
Chiquinha Rodrigues deixou um legado duradouro em Tatuí, com sua contribuição politica, na literatura e na educação. Em sua homenagem, uma rua na Vila Dr. Laurindo e uma creche na Praça da Bandeira receberam seu nome. Além disso, o Dia da Literatura Tatuiana foi instituído em 2011, celebrando sua memória e também a de Paulo Setúbal. A data, 4 de maio, foi escolhida por coincidir com o aniversário de Chiquinha e o falecimento de Setúbal, ambos eventos marcantes na história da cidade.